# Adesmia monosperma
Adesmia monosperma är en ärtväxtart som beskrevs av Dominique Clos. Adesmia monosperma ingår i släktet Adesmia och familjen ärtväxter. Inga underarter finns listade i Catalogue of Life.